# Лидер правительства в Палате общин (Канада)
Ли́дер прави́тельства в Пала́те о́бщин (англ. Leader of the Government in the House of Commons, фр. Leader du gouvernement à la Chambre des communes) — министр, отвечающий за планирование законодательной программы правительства и управление ей в Палате общин Канады. По закону этот пост не входит в совет министров, таким образом, все лидеры правительства в Палате должны также иметь другой министерский портфель. Уже несколько лет лидерам правительства дают портфели, почти или вообще не предусматривающие ответственности, позволяя им всецело сосредоточиться на делах Палаты общин.

## Роль и ответственность
Лидер правительства в Палате работает по поручению правительства, проводя переговоры с парламентскими лидерами оппозиционных партий. Они часто включают обсуждения графика Палаты и могут иметь следствием уступки оппозиционным партиям, чтобы обеспечить быстрое принятие законопроекта и возможную поддержку оппозиции. Этот пост является особенно решающим в положении правящего меньшинства, когда ни одна партия не имеет большинства в Палате общин и правительство должно заручиться поддержкой по меньшей мере одной оппозиционной партии, не только чтобы принять свою законодательную программу, но и чтобы остаться у власти. Обладатель этого поста должен быть знатоком процедуры работы парламента, чтобы перед председателем Палаты общин ссылаться на процедурные вопросы; он должен также быть хорошим стратегом, чтобы опрокидывать происки оппозиции.

## История
С 1867 до Второй мировой войны премьер-министр Канады брал на себя служебные обязанности лидера правительства в Палате общин и занимался организацией и координацией дел Палаты с другими партиями. Расширение функций правительства в ходе войны побуждает премьер-министра Уильяма Лайона Макензи Кинга делегировать одному из его министров свои функции. В 1946 пост лидера правительства в Палате был официально признан. В 1968 премьер-министр Пьер Трюдо сделал одной из функций лидера правительства председательство в Тайном совете Королевы для Канады.
При премьер-министре Брайане Малруни в 1989 роль лидера правительства и председателя Тайного совета были обособлены. При Малруни и его продолжателях пост лидера в Палате часто занимался государственным министром без какого-либо особого портфеля. В 2003 должность государственного министра была ликвидирована в пользу должности лидера правительства в Палате общин.
Жак Саада, первый лидер в Палате премьер-министра Пола Мартина, был также министром, ответственным за демократические преобразования; однако с избранием правящего меньшинства на федеральных выборах 2004, он назначает на пост лидера правительства Тони Валери без дополнительных функций.